# South and Central America Handball Confederation
La South and Central America Handball Confederation, spesso indicata con l'acronimo SCAHC, è il massimo organo regolatore della pallamano in Centro e Sud America. Rappresenta le federazioni nazionali degli stati centroamericani e sudamericani.

## Storia
Il 14 gennaio 2018, durante la riunione del Consiglio IHF, la Pan-American Team Handball Federation (PATHF) fu sospesa dalla IHF e fu divisa in due confederazioni continentali: la North America and the Caribbean Handball Confederation (NACHC) e la South and Central America Handball Confederation (SCAHC). La decisione IHF fu presa sulla base del fatto che lo sviluppo della pallamano e del beach handball nell'intero continente non era paragonabile a quello di altri continenti come Europa, Asia e Africa: nessuna squadra americana aveva mai raggiunto una semifinale del Mondiale, nemmeno in ambito giovanile, fino a quella data. La PATHF si è appellata al Tribunale Arbitrale dello Sport che ha annullato la decisione della IHF.
Nonostante ciò, durante il Congresso Straordinario dell'IHF nel 2019, è stato votato ed approvato l'emendamento allo statuto IHF che permette l'ingresso nell'IHF delle due nuove confederazioni.

## Presidenti SCAHC
| Anni  | Presidente                  |
| ----- | --------------------------- |
| 2019→ | Marcel Guido Mancilla Bravo |

## Segretari generali SCAHC
| Anni  | Segretario                  |
| ----- | --------------------------- |
| 2019→ | Blas César Garcete Argüello |

## Federazioni affiliate
| Codice | Paese       | Federazione                                   |
| ------ | ----------- | --------------------------------------------- |
| ARG    | Argentina   | Confederación Argentina de Handball           |
| BIZ    | Belize      | Belize Handball Federation                    |
| BOL    | Bolivia     | Federación Boliviana de Handball              |
| BRA    | Brasile     | Confederação Brasileira de Handebol           |
| CHI    | Cile        | Federación Chilena de Balonmano               |
| COL    | Colombia    | Federación Colombiana de Balonmano            |
| CRC    | Costa Rica  | Federación Costarricense de Balonmano         |
| ECU    | Ecuador     | Federación Ecuatoriana de Balonmano           |
| ESA    | El Salvador | Federación Salvadoreña de Balonmano           |
| GUA    | Guatemala   | Federación Nacional de Balonmano de Guatemala |

| Codice | Paese           | Federazione                              |
| ------ | --------------- | ---------------------------------------- |
| GUY    | Guyana          | Guyana Handball Federation               |
| GUF    | Guyana francese | Ligue Régional de Handball de Guyane     |
| HON    | Honduras        | Federacion Hondurena de Balonmano        |
| NIC    | Nicaragua       | Federacion Nicaragüense de Balonmano     |
| PAN    | Panama          | Panamanian Handball Federation           |
| PAR    | Paraguay        | Confederacion Paraguaya de Handball      |
| PER    | Perù            | Federacion Deportiva Peruana de Handball |
| URU    | Uruguay         | Federacion Uruguaya de Handball          |
| VEN    | Venezuela       | Federacion Venezolana de Balonmano       |

## Competizioni

### Squadre nazionali
- Campionato maschile di pallamano del Centro e Sud America
- Campionato femminile di pallamano del Centro e Sud America
- Campionato maschile juniores di pallamano del Centro e Sud America
- Campionato femminile juniores di pallamano del Centro e Sud America
- Campionato maschile giovanile di pallamano del Centro e Sud America
- Campionato femminile giovanile di pallamano del Centro e Sud America

### Squadre di club
- Campionato maschile per club di pallamano del Centro e Sud America
- Campionato femminile per club di pallamano del Centro e Sud America